# 2373 Immo
2373 Immo è un asteroide della fascia principale. Scoperto nel 1929, presenta un'orbita caratterizzata da un semiasse maggiore pari a 2,7945689 au e da un'eccentricità di 0,1726985, inclinata di 10,08170° rispetto all'eclittica.
Stanti i suoi parametri orbitali, è considerato un membro della famiglia Gefion di asteroidi.
L'asteroide è dedicato all'astronomo tedesco Immo Appenzeller.